# Euseius meghalayensis
Euseius meghalayensis är en spindeldjursart som först beskrevs av Gupta 1978.  Euseius meghalayensis ingår i släktet Euseius och familjen Phytoseiidae. Inga underarter finns listade i Catalogue of Life.